# Rio Open 2024
Il Rio Open 2024 è stato un torneo di tennis disputato sulla terra rossa. Si è trattato della 10ª edizione del Rio Open, facente parte dell'ATP Tour 500 nell'ambito dell'ATP Tour 2024. Si è giocato al Jockey Club Brasileiro di Rio de Janeiro, in Brasile, dal 19 al 25 febbraio 2024.

## Partecipanti al singolare

### Teste di serie
| Nazionalità | Giocatore           | Ranking* | Testa di serie |
| ----------- | ------------------- | -------- | -------------- |
| Spagna      | Carlos Alcaraz      | 2        | 1              |
| Regno Unito | Cameron Norrie      | 20       | 2              |
| Cile        | Nicolás Jarry       | 21       | 3              |
| Argentina   | Francisco Cerúndolo | 22       | 4              |
| Argentina   | Sebastián Báez      | 30       | 5              |
| Serbia      | Laslo Đere          | 35       | 6              |
| Francia     | Arthur Fils         | 36       | 7              |
| Austria     | Sebastian Ofner     | 38       | 8              |

* Ranking al 12 febbraio 2024.

### Altri partecipanti
I seguenti giocatori hanno ricevuto una wild card per il tabellone principale:
- João Fonseca
- Gustavo Heide
- Thiago Monteiro

I seguenti giocatori sono passati dalle qualificazioni:

- Felipe Meligeni Alves
- Corentin Moutet
- Francisco Comesaña
- Mariano Navone

### Ritiri
Prima del torneo
- Daniel Altmaier → sostituito da  Cristian Garín
- Marin Čilić → sostituito da  Daniel Elahi Galán
- Tomás Martín Etcheverry → sostituito da  Hugo Dellien

## Partecipanti al doppio

### Teste di serie
| Nazione     | Giocatore         | Nazione     | Giocatore        | Ranking* | Testa di serie |
| ----------- | ----------------- | ----------- | ---------------- | -------- | -------------- |
| Stati Uniti | Rajeev Ram        | Regno Unito | Joe Salisbury    | 7        | 1              |
| Spagna      | Marcel Granollers | Argentina   | Horacio Zeballos | 23       | 2              |
| Argentina   | Máximo González   | Argentina   | Andrés Molteni   | 26       | 3              |
| Germania    | Kevin Krawietz    | Germania    | Tim Pütz         | 31       | 4              |

* Ranking aggiornato al 12 febbraio 2024.

### Altri partecipanti
Le seguenti coppie di giocatori hanno ricevuto una wildcard per il tabellone principale:
- Marcelo Demoliner /  Felipe Meligeni Alves
- Fernando Romboli /  Thiago Seyboth Wild

La seguente coppia di giocatori è passata dalle qualificazioni:
- João Fonseca /  Marcelo Zormann

### Ritiri
Prima del torneo
- Pedro Cachín /  Tomás Martín Etcheverry → sostituiti da  Nicolás Barrientos /  Rafael Matos

## Punti
| Evento    | V   | F   | SF  | QF  | 2T   | 1T | Q  | Q2 | Q1 |
| Singolare | 500 | 330 | 200 | 100 | 50   | 0  | 25 | 13 | 0  |
| Doppio    | 500 | 300 | 180 | 90  | N.D. | 0  | 45 | 25 | 0  |

## Montepremi
| Evento    | V         | F         | SF        | QF       | 2T       | 1T       | Q2      | Q1      |
| Singolare | $ 392 775 | $ 211 330 | $ 112 625 | $ 57 540 | $ 30 715 | $ 16 380 | $ 8 395 | $ 4 710 |
| Doppio*   | $ 129 010 | $ 68 800  | $ 34 810  | $ 17 410 | N.D.     | $ 9 010  | N.D.    | N.D.    |

* per team

## Campioni

### Singolare
Sebastián Báez ha sconfitto in finale  Mariano Navone con il punteggio di 6-2, 6-1.
- È il quinto titolo in carriera per Báez, il primo in stagione.

### Doppio
Nicolás Barrientos /  Rafael Matos hanno sconfitto in finale  Alexander Erler /  Lucas Miedler con il punteggio di 6-4, 6-3.